# Cartodere ypirangae
Cartodere ypirangae is een keversoort uit de familie schimmelkevers (Latridiidae). De wetenschappelijke naam van de soort werd in 1976 gepubliceerd door Roger Dajoz.